# Аттіла Саллустро
Аттіла Саллустро (італ. Attila Sallustro, 15 грудня 1908, Асунсьйон — 28 травня 1983, Рим) — італійський футболіст, що грав на позиції нападника. Один з найрезультативніших гравців в історії «Наполі», рекордсмен клубу за кількістю голів у чемпіонатах Італії. Грав за національну збірну Італії.

## Клубна кар'єра
Народився 15 грудня 1908 року в Асунсьйоні, столиці Парагваю, у родині заможних вихідців з Італії, яка невдовзі повернулася на історичну батьківщину. Починав займатися футболом у школі неапольського «Інтернаціонале», який 1922 року після злиття з іншою місцевою командою «Наплес», отримав назву «Інтернаплес».
У дорослому футболі дебютував 1925 року виступами за основну команду клубу. Наступного року продовжив виступати за «Наполі», команду, в яку було реорганізовано його рідний клуб. 
Не враховуючи сезон, проведений за «Інтернаплес», захищав кольори «Наполі» протягом одинадцяти сезонів, забивши за цей час 104 голи у 258 іграх першості, що досі лишається рекордом клубу. За кількістю голів в усіх змаганнях (108) утримував лідерство до початку 1990-х, коли його результат перевершив Дієго Марадона. Протягом чотирьох років, з 1933 і до завершення виступів за неаполітанську команду у 1937 був її капітаном.
Завершував ігрову кар'єру у команді «Салернітана», за яку виступав протягом 1937—1939 років, протягом частини 1939 року був її граючим тренером.

## Виступи за збірні
1929 року дебютував в офіційних матчах у складі національної збірної Італії товариською грою проти збірної Португалії, у якій відзначився забитим голом. Саллустро і Марчелло Михалич, який дебютував за збірну у тій же грі, стали першими представниками «Наполі» у «скуадра адзурра».
Попри результативну гру на клубному рівні повноцінним гравцем збірної не став, адже її тренерський штаб віддавав перевагу на його позиції Джузеппе Меацці. Свою другу і останню гру за національну команду провів на початку 1932 року в рамках Кубка Центральної Європи 1931/32.
1930 року провів два матчі за другу збірну Італії.

## Подальше життя
Завершивши виступи на футбольному полі, перебрався з родиною до Рима. 1960 року повернувся до Неаполя, обійнявши на наступні два десятиріччя посаду директора «Сан-Паоло», клубного стадіону «Наполі». 1961 року, після відставки Амедео Амадеї, головного тренера команди клубу, Саллустро, який мав нетривалий тренерський досвід із «Салернітаною» наприкінці ігрової кар'єри, був призначений виконувачем обов'язків головного тренера на останні дві гри сезону.
Помер 28 травня 1983 року на 75-му році життя в Римі.
| Дата      | Місто   | Господарі | Результат | Гості      | Турнір                   | Голи | Примітки |
| --------- | ------- | --------- | --------- | ---------- | ------------------------ | ---- | -------- |
| 1-12-1929 | Мілан   | Італія    | 6 – 1     | Португалія | товариський матч         | 1    |          |
| 4-2-1932  | Неаполь | Італія    | 3 – 0     | Швейцарія  | Кубок Центральної Європи | -    |          |
| Усього    |         | Матчів    | 2         |            | Голів                    | 1    |          |